# 나와 오손 웰스
《나와 오손 웰스》(영어: Me and Orson Welles)는 영국과 미국에서 제작된 리처드 링클레이터 감독의 2008년 역사 드라마 영화이다. 잭 에프론, 크리스천 매케이, 클레어 데인스 등이 출연하였고, 앤 칼리 등이 제작에 참여하였다.

## 줄거리
1937년 가을, 17살 고등학생 리처드는 뉴욕 거리를 걷다가 우연히 개관을 앞둔 머큐리 극장을 발견하고 창립자인 오슨 웰스를 만난다. 웰스는 그가 윌리엄 셰익스피어의 〈줄리어스 시저〉를 반파시즘 시각에서 재해석하여 머큐리 극단에서 올릴 예정인 연극 〈시저〉의 작은 역할에 리처드를 발탁한다. 리처드는 웰스에게 매료되지만 곧 그가 임신한 아내를 두고 주연 여배우와 불륜을 저지르고 있다는 사실을 알게 된다. 한편 웰스는 그간 행운만 따른 자신에게 갑자기 불운이 닥쳐 초연을 망칠까 봐 걱정에 휩싸인다.

## 출연진
- 잭 에프론
- 크리스천 매케이
- 클레어 데인스
- 벤 채플린
- 제임스 터퍼
- 에디 마선
- 켈리 라일리
- 패트릭 케네디
- 트래비스 올리버
- 조이 커잰
- 앨 위버
- 새스키아 리브스
- 이머전 푸츠
- 마이클 브랜던
- 제이니 디
- 조 매키니스
- 에이든 매카들
- 개릭 헤이건

## 기타 제작진
- 라인 제작: 리처드 휴잇
- 공동 제작: 홀리 젠트 파모, 빈스 파모
- 협력 제작: 세라 그린, 제시카 파커
- 배역: 루시 베번
- 미술: 로런스 도먼
- 세트: 리처드 로버츠
- 의상: 닉 이드